# لهجة بحرينية
في الواقع لا توجد لهجة بحرينية محددة، وبالرغم من صغر مساحة الجزيرة إلا أن تنوع اللهجات فيها يشكل ظاهرة فريدة، حيث تختلف اللهجات في البحرين بفعل عوامل متعددة، فتتوزع اللغة العربية  فيها بشكل رئيسي على ثلاث لهجات:
1. اللهجة البحرانية (وهي لهجة ينحصر تداولها على البحارنة).[1]
2. اللهجة المحرقية (وهي في الأساس لهجة أهل المحرق، لكنها انتشرت في مختلف المدن).
3. اللهجة الخليجية (امتزجت بكلام أهل الرفاع وغيرها).